# Lusławice (województwo małopolskie)
Lusławice – wieś w Polsce położona w województwie małopolskim, w powiecie tarnowskim, w gminie Zakliczyn.
| SIMC    | Nazwa          | Rodzaj    |
| ------- | -------------- | --------- |
| 0836840 | Lusławice Małe | część wsi |
| 0836856 | Lwowska        | część wsi |
| 0836862 | Magiel         | część wsi |
| 0836879 | Roztoka        | część wsi |
| 0836885 | Szczypkówka    | część wsi |
| 0836891 | Ukraina        | część wsi |

## Historia
Wieś założona w 1231 roku przez niemieckiego rycerza Ludpława, syna Gerarda, została sprzedana w 1243 kasztelanowi krakowskiemu Wydżdze.
W latach 1560–1664 na obszarze dzisiejszego dworu powstał jeden z najważniejszych ośrodków braci polskich (potocznie zwanych arianami), założony przez Achacego Taszyckiego. Od 1570 roku działała drukarnia, przeniesiona z Pińczowa oraz szkoła wyższa („Szkoła Lusławicka”). Te instytucje przyczyniły się do rozwoju i popularyzacji literackiego języka polskiego. Odbywały się tu liczne zjazdy i synody braci polskich; mieszkali twórcy doktryny wspólnoty: Piotr Stoiński (młodszy) i Jonasz Szlichtyng. Działał tu i zmarł znany reformator religijny Faust Socyn; w parku dworskim nad jego grobem wzniesiono w latach 30. XX wieku mauzoleum. Achacy Taszycki po nawróceniu się na katolicyzm w 1655 roku spalił zbór braci polskich w Lusławicach i zaczął szczodrze finansować klasztor reformatów w Zakliczynie, przyczyniając się do rekatolicyzacji regionu.
6 września 1939 roku w Roztoce (część wsi) żołnierze Wehrmachtu rozstrzelali 4 rolników i spalili jedno gospodarstwo.
W latach 1975–1998 miejscowość administracyjnie należała do województwa tarnowskiego.

## Dwór
W pierwszych latach XIX w. na terenie byłego ośrodka arian został wybudowany dwór, najprawdopodobniej przez hr. Teodora Lanckorońskiego z Brzezia herbu Zadora. Z początkiem XX w. przeszedł on na blisko 75 lat w posiadanie rodziny Vayhingerów, co zostało udokumentowane aktem kupna całej posiadłości przez polityka i notariusza tarnowskiego Adolfa Vayhingera w 1907 roku. Jego syn, Stanisław, utrzymywał kontakty towarzyskie z właścicielami majątku Meysnerów w pobliskich Charzewicach, gdzie od 1911 roku dziedziczką została córka Jacka Malczewskiego, Julia. Poprzez tę znajomość dwie siostry Jacka, Bronisława i niedawno owdowiała Helena Karczewska, wynajęły w 1919 roku kilka pokoi w lusławickim dworze, gdzie odwiedzał je czasem ich brat, Jacek Malczewski, a od roku 1923 do 1926 zamieszkał z nimi na stałe. Urządził tutaj swoją pracownię, a także zorganizował szkółkę malarską dla utalentowanych dzieci wiejskich. Po wojnie w wydzierżawionej części dworu znajdował się magazyn nawozów sztucznych (w rozdz. Dwór z obrazów Malczewskiego) do chwili, kiedy Wojewódzki Konserwator Zabytków w Krakowie w 1948 roku uznał budynek jako obiekt zabytkowy. W latach 1952–1955 była tutaj urządzona Izba Porodowa, którą prowadził zakliczyński lekarz, dr Stanisław Mroczkowski. W tym czasie właścicielem dworu był wnuk nabywcy – Adolfa Vayhingera, notariusza z Tarnowa, również Adolf. Od 1959 roku współwłaścicielami połowy dworu zostali dr Stanisław i Natalia Mroczkowscy. W latach 60. do początku lat 70. mieściła się tutaj również ochronka. W otaczającym dwór parku znajduje się lamus z XVII w. oraz mauzoleum Fausta Socyna z 1933 roku. W 1975 roku dwór kupili w całości Krzysztof i Elżbieta Pendereccy.
W latach 1976–2020 w odrestaurowanym dworze mieszkał kompozytor Krzysztof Penderecki, który organizował tam festiwale muzyki kameralnej, a w 16-hektarowym parku dworskim założył arboretum z ponad 2000 gatunków drzew i krzewów z całego świata. Krzysztof Penderecki założył tam również Europejskie Centrum Muzyki, którego oficjalne otwarcie nastąpiło 21 maja 2013. Od wiosny 2020 roku w instytucji uruchomiona została stała ekspozycja multimedialna „KRZYSZTOF PENDERECKI – DZIEDZICTWO POLSKIEJ MUZYKI XX i XXI WIEKU”, w ramach której regularnie odbywa się zwiedzanie z przewodnikiem Arboretum Krzysztofa Pendereckiego. Od listopada 2021 roku zespół dworsko-parkowy stał się częścią instytucji. Muzyka ponownie zawitała do lusławickiego dworu w 2022 roku. W dniach 1–3 maja Europejskie Centrum Muzyki Krzysztofa Pendereckiego organizuje we wnętrzach Dworu Elżbiety i Krzysztofa Pendereckich wiosenny festiwal DE NATURA SONORIS.

## Zabytki
Obiekt wpisany do rejestru zabytków nieruchomych województwa małopolskiego.
- Zespół dworsko-parkowy: lamus dworski, park z mauzoleum Fausta Socyna.

## Galeria zdjęć

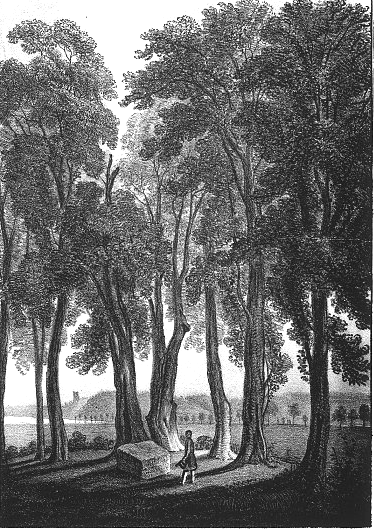
Grób Fausta Socyna na litografii Macieja Stęczyńskiego z 1848 r.
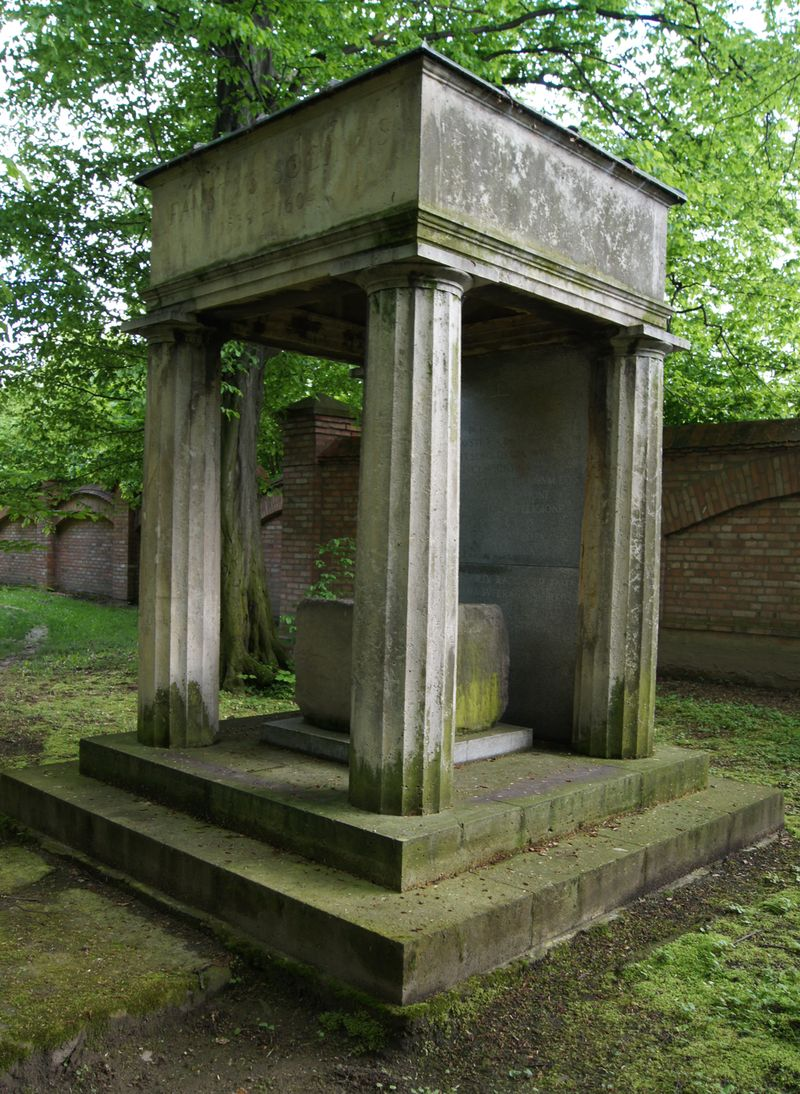
Mauzoleum Fausta Socyna z 1933 r.
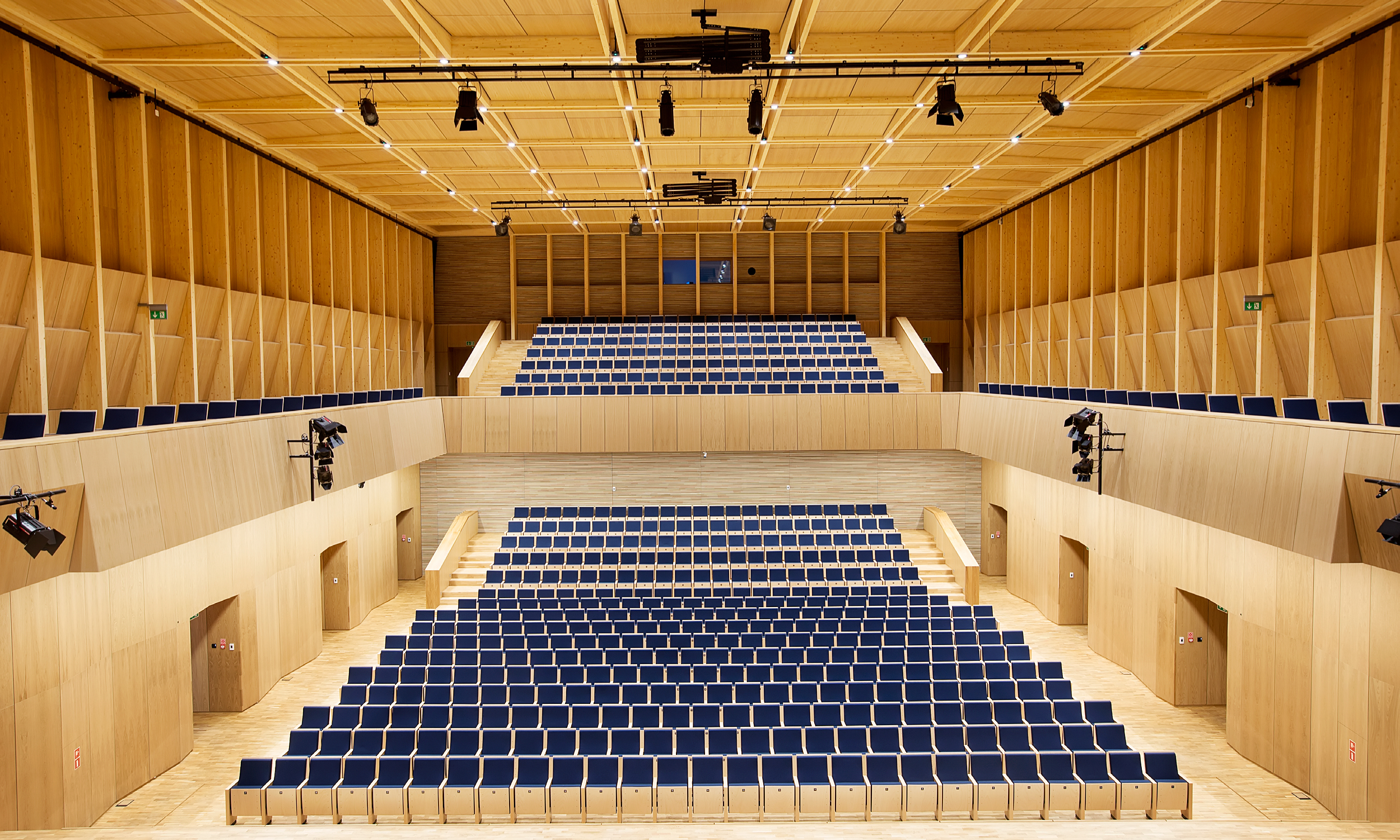
Europejskie Centrum Muzyki Krzysztofa Pendereckiego
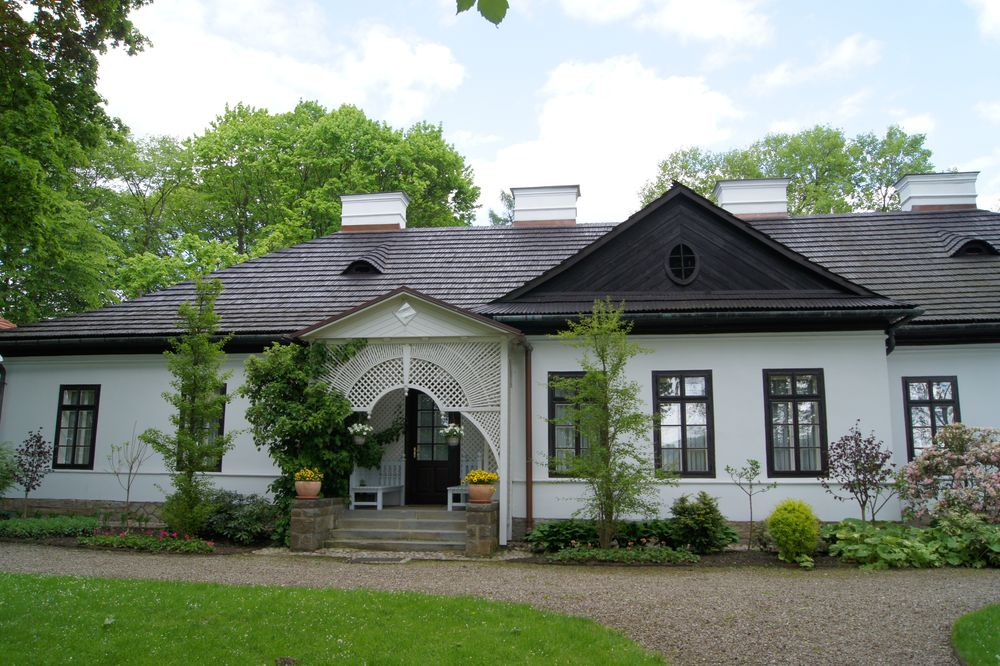
Dwór Elżbiety i Krzysztofa Pendereckich
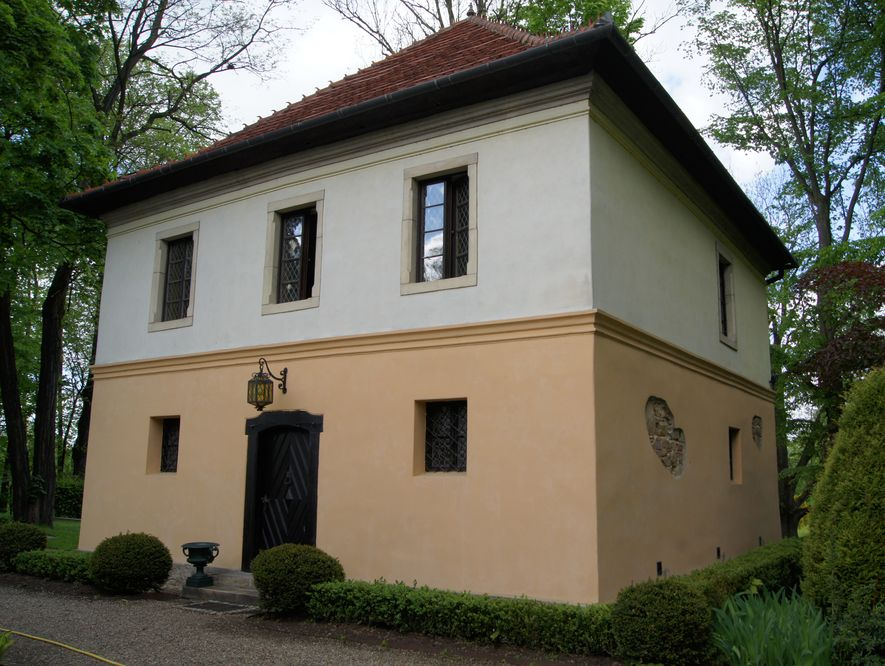
Lamus z pocz. XVII w.